# Aliger
Aliger (do século XVIII ao início do século XXI colocadas nos gêneros Strombus, Eustrombus, Lambis e Lobatus) é um gênero de moluscos gastrópodes marinhos herbívoros, pertencente à família Strombidae, na subclasse Caenogastropoda e ordem Littorinimorpha. Foi classificado por Johannes Thiele, em 1929, na obra Handbuch der Systematischen Weichtierkunde (Jena, Gustav Fischer); e sua distribuição geográfica se situa quase totalmente na costa atlântica da região neotropical; da Flórida, região sudeste dos Estados Unidos, ao Brasil. Sua espécie-tipo, Aliger gallus, fora coletada em Port Antonio, na Jamaica (sua localidade-tipo); descrita por Carolus Linnaeus, em 1758, com a denominação Strombus gallus (no gênero Strombus), em sua obra Systema Naturae.

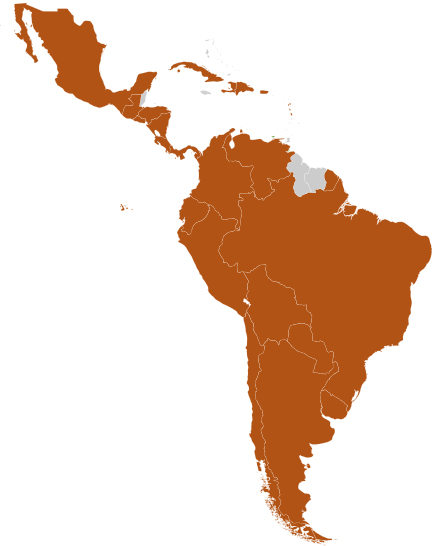
A distribuição geográfica do gênero Aliger quase totalmente coincide com a faixa tropical atlântica da América Latina, da região sudeste dos Estados Unidos até a costa brasileira.

## Espécies deAliger
- Aliger gallus (Linnaeus, 1758)
- Aliger gigas (Linnaeus, 1758)[1]

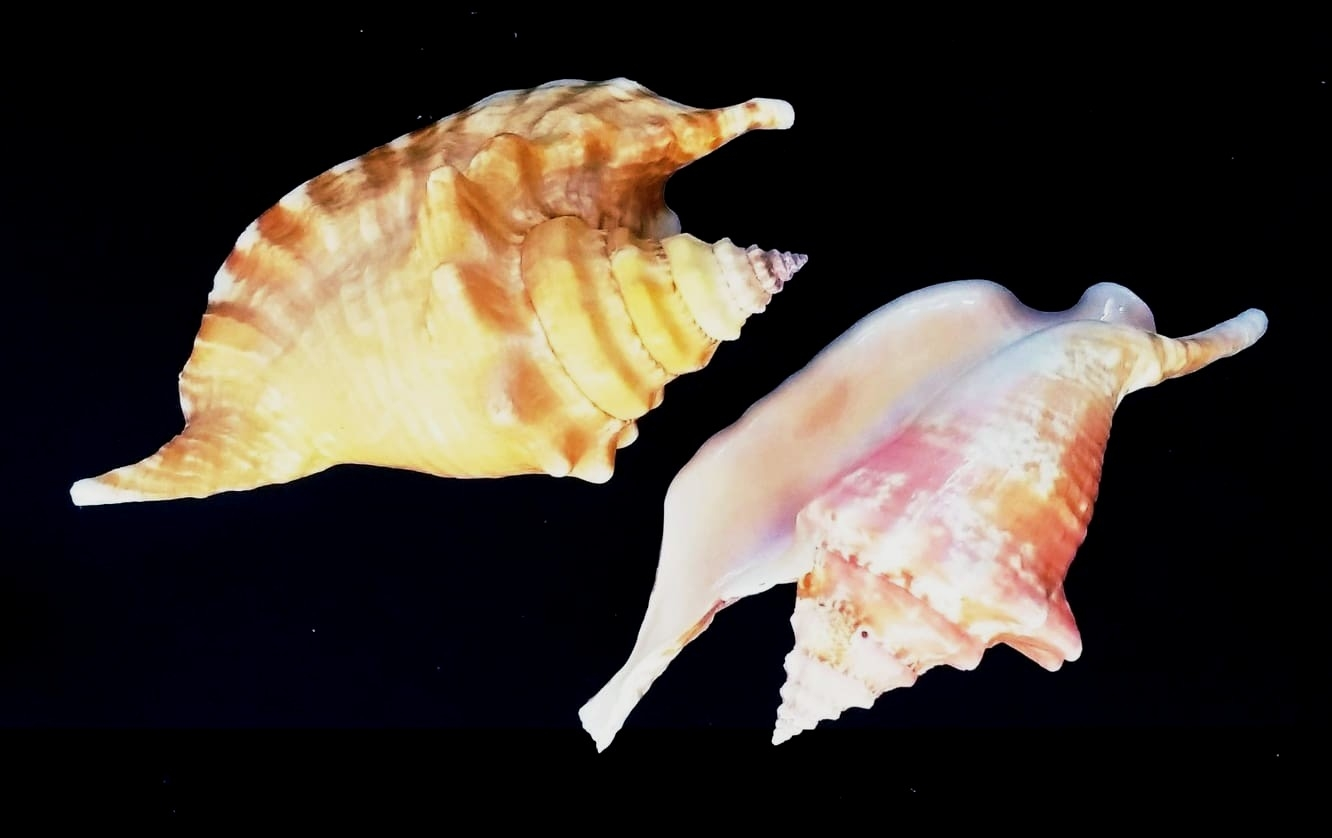
Duas conchas de Aliger gallus (Linnaeus, 1758),[1] a espécie-tipo do gênero Aliger, fotografadas na coleção do MZUSP - Museu de Zoologia da USP (Universidade de São Paulo; cidade de São Paulo, SP, Brasil) em 29-11-2019.

## Mudança de nomenclaturaː taxonomia
As duas espécies deste gênero, outrora encaixadas no gênero Lobatus (do qual apenas as espécies Lobatus raninus e Lobatus peruvianus permaneceram), foram transferidas para Aliger no artigo científico "Towards Resolving the American and West African Strombidae (Mollusca: Gastropoda: Neostromboidae) Using Integrated Taxonomy"; publicado em The Festivus. 52(1), páginas 3-38, em fevereiro de 2020.

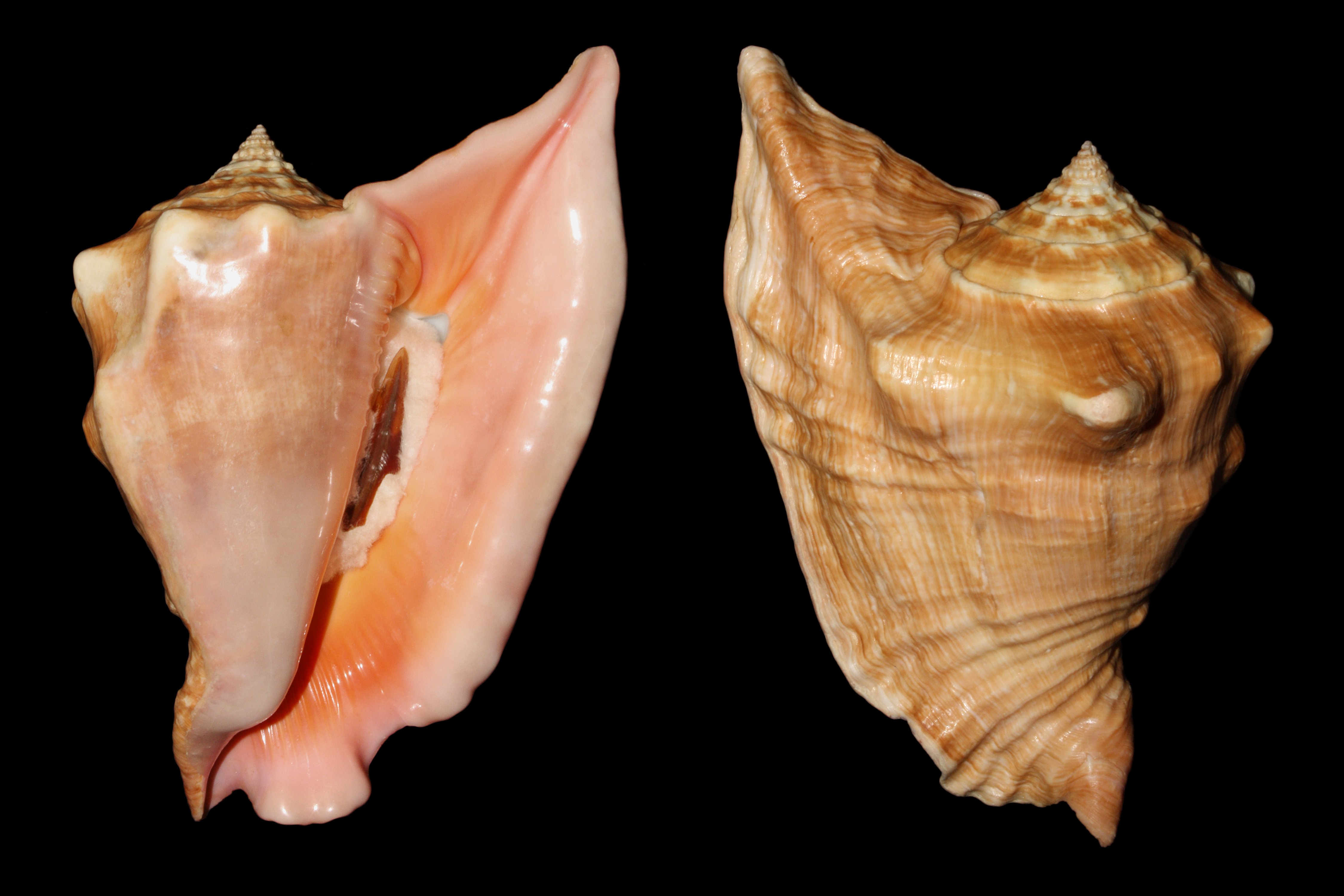
Vista inferior e superior da uma concha de Lobatus peruvianus (Swainson, 1823), com opérculo; espécime proveiente das Ilhas Pérola, golfo do Panamá.